# Rui Tavares
Rui Tavares, né le 29 juillet 1972 à Lisbonne, est un historien, chroniqueur, traducteur, écrivain et ancien député européen portugais membre de la commission des libertés civiles, de la justice et des affaires intérieures. 
Élu au Parlement européen en 2009 en tant qu'indépendant, il siège au sein du groupe Gauche unitaire européenne/Gauche verte nordique avant de rejoindre le groupe Verts/Alliance libre européenne à partir du 27 juin 2011. 
En vue des élections européennes de 2014 il fonde un parti politique nommé "Libre". Il ne parvient qu'à rassembler 2,18 % des voix, insuffisant pour être réélu.